# الحملة السعودية لنصرة الأشقاء في سوريا
الحملة السعودية لنصرة الأشقاء في سوريا هي حملة أطلقتها المملكة العربية السعودية لمساعدة السوريين المتضررين أثناء الحرب الأهلية السورية. حيث صدرت التوجيهات من الملك عبد الله بن عبد العزيز بتأسيس الحملة الوطنية السعودية لنصرة الأشقاء في سوريا تحت إشراف الأمير محمد بن نايف ولي العهد، والنائب الثاني لرئيس مجلس الوزراء، ووزير الداخلية، للعمل على تنظيم حملة لجمع التبرعات للاجئين السوريين في جميع مناطق المملكة العربية السعودية، وفق الضوابط والآليات في تقديم التبرعات العينية والنقدية، ووضع النظم والدراسات والخطط التي تضمن وصول المساعدات إلى مستحقيها بشكل مباشر، حسب المتبع في اللجان والحملات الإغاثية السابقة. حيث وصل حجم التبرعات السعودية أكثر من 3 ونصف مليار ريال سعودي. وتشير المفوضية العليا للاجئين في تقريرها بأن أكبر الدول التي تتبرع لها هي المملكة العربية السعودية، حيث يصل حجم التبرعات السعودية للمفوضية العليا للاجئين 52 مليون ريال سعودي.

## المساعدات

### السكن
يعتبر مخيم الزعتري واحد من أكبر المخيمات للاجئين في العالم،  حيث يعيش فيه في الوقت الراهن أكثر من 150 ألف لاجئ سوري. وقد تم بناؤه في الأردن عام 2012. وتعتبر المفوضة العليا للاجئين هي المسؤولة عنه. وقامت المملكة العربية السعودية في عام 2012، ببناء 2500 مخيم في الزعتري لـ 13000 ألف لاجئ من أصل 15000 وقت افتتاحه بتكلفة 8 مليون دولار أمريكي. وأطلقت السعودية مشروع «شقيقي بيتك عامر» أحد المشاريع الإيوائية التي تنفذها الحملة منذ بداية الأزمة السورية من خلال تأمين بيوت جاهزة مكونة من غرفة، ومطبخ، ودورة مياه، على أرضيات خرسانية منعًا لتسرب المياه إلى داخل الكرفان إضافة إلى تزويد المشروع بشبكة صرف صحي للحد من المضار البيئية بالإضافة إلى التمديدات الكهربائية اللازمة، حيث أن الحملة استهدفت من خلال هذا المشروع الإيوائي أكثر من 4500 أسرة في مخيم الزعتري.

### التعليم
إفتتحت السعودية في 2012، أكبر مدرسة في مخيم الزعتري تسمى المدرسة السعودية. كما أطلقت السعودية مشروعي «شقيقي بالعلم نعمرها»، و«شقيقي مستقبلك بيدك»، ويشمل المشروعي على افتتاح المركز السعودي للتعليم والتدريب الذي يقدم دورات تعليمية لأكثر من 350 لاجئ من سكان مخيم الزعتري، وتشتمل هذه الدورات على المهارات الحرفيه واليدوية في أعمال الخياطة، والتطريز، والطبخ، والمعارف العلمية في الرياضيات، واللغة العربية، والحاسوب، ومحمو الأمية، إضافة إلى التثقيف الصحي والإسعافات الأولية. وفي بداية 2016 تم تخريج مايقارب 449 طالبا وطالبة من المركز السعودي للتعليم والتدريب. كما قدمت السعودية لأبناء اللاجئين في تركيا، ولبنان، والأردن، 225.884 حقيبة مدرسية تحتوي على المواد القرطاسية التي يحتاجها الطالب. كما صدر مرسوم ملكي بإنشاء برنامج خادم الحرمين الشريفين الجامعي لمساعدة الطلبة السوريين والذي يهدف لقبول 3 آلاف طالب سوري في 25 جامعة سعودية، من بين الجامعات: جامعة الملك سعود،جامعة الملك خالد،
جامعة أم القرى، وغيرها. كما صدر أمر ملكي بقبول جميع الطلاب السوريين في المدارس السعودية. وفي عام 2015، أعلنت الحكومة السعودية عن عدد الطلاب السوريين في المدارس السعودية الذي وصل لأكثر من 100 ألف طالب، كما أعلنت عن أنهم يُعاملون معاملة الطالب السعودي في جميع التفاصيل التعليمية والحقوقية، ومن ضمنها الصحة المدرسية، بشكل مجاني.

### الصحة
إفتتحت المملكة العربية السعودية مستشفى السعودية والذي تبلغ مساحته 10 الاف متر مربع، تتوافر فيه التخصصات في مجال طب الاسنان، والطب العام، والعيادات النسائية، والطب النفسي، مبينا ان الحملة تعاقدت مع إحدى الشركات على توريد كافة التجهيزات الطبية الخاصة للمستشفى، وتبلغ تكلفة بناء وتجهيزات المستشفى 5ر2 مليون ريال سعودي. وأوضح المدير الإداري للعيادات معتز رواشدة أن عدد الحالات التي تستقبلها العيادات السعودية يصل إلى 800 حالة يوميا، بمعدل180 ألف حالة سنويا، أغلبهم من الأطفال والشباب. وأكد رواشدة أن 1400 حالة في المخيم من أصحاب الحالات المزمنة يتلقون العلاج عن طريق العيادات السعودية بينهم 700 حالة يعانون من مرض السكري، والآخرين من ضغط الدم، وأمراض القلب، أو الغدد، و50 حالة بينها حالات سرطان، وأخرى ولادة. كما تم افتتاح مستشفى جديد متكامل على مساحة 20 ألف متر مربع يضم 22 عيادة مجهزة بأحدث التجهيزات، ويعمل على مدار اليوم. كما أطلقت السعودية مشروع «نمو بصحة وأمان» والذي يعد من ابرز البرامج التي أطلقتها الحملة الوطنية السعودية والمعني بتأمين الحليب للأطفال الرضع حيث تم استهداف ما يقارب 470 طفل رضيع من أبناء السوريين. كما صدر مرسوم ملكي بعلاج السوريين في السعودية بالمجان، وإعفاء عوائلهم القادمين بتأشيرة من رسوم العلاج في المستشفيات الحكومية نظرا لظروفهم. وفي 14 فبراير 2016، أجرت السعودية عملية فصل توأم سيامي سوري بالمجان.

### الغذاء
دشنت السعودية الجسر البري الاغاثي المكوم من أكثر من 75 شاحنة تحمل طرود غذائية للاجئين السوريين في تركيا، والأردن، ولبنان، ويحمل الطرد الواحد مجموعة من المواد الغذائية الأساسية بحيث يكفي الطرد الواحد الاسرة السورية المتوسطة قرابة الشهر الكامل. وفي رمضان أطلقت السعودية مشروع «ولك مثل أجره» حيث يشمل المشروع تسليم اللاجئين الطرود الغذائية الرمضانية. وأشار مدير مكتب الحملة في تركيا خالد السلامة إلى أن مكتب الحملة يوزع 12.000 وجبة إفطار صائم في اليوم الواحد. أطلقت السعودية مشروع «شقيقي قوتك هنيئاً» والمتمثل بتأمين 4 مخابز متنقلة، حيث تتكفل الحملة الوطنية السعودية بكامل مصاريف تشغيلها وتوفير المواد الأولية من طحين ووقود وخلافه لتصل الطاقة الإنتاجية لهذه المخابز بما يزيد عن 212 ألف رغيف خبز يومياً وبالتعاون مع الحكومة التركية وهيئة الإغاثة الإنسانية. وبدأت لجنة المشتريات في الحملة الوطنية السعودية بالتفاوض مع المصانع المتخصصة في تركيا تمهيداً للبدء في عمليات التصنيع للمواد الإغاثية. كما أطلقت السعودية مشروع «شقيقي اشرب نقياً» حيث يشمل المشروع بناء محطات تنقية المياه لتأمين مياه الشرب النقية، بحيث تقوم المحطة بتحلية مياه الشرب في مخيم الريان.

## وصلات خارجية
- موقع الحملة السعودية لنصرة الأشقاء في سوريا